# East Greenwich (Rhode Island)
Pour les articles homonymes, voir Greenwich.
East Greenwich est une ville américaine (town) située dans le comté de Kent, dans l'État de Rhode Island.
La municipalité s'étend sur 16,64 milles carrés (43,1 km2), dont 16,39 milles carrés (42,45 km2) de terres. D'après le recensement de 2010, elle compte 13 146 habitants.
East Greenwich fut fondée en 1677. Elle est séparée de West Greenwich en 1741. Les deux villes sont nommées d'après la ville anglaise de Greenwich.

## Villages
East Greenwich comprend deux villages sur son territoire : Frenchtown et Sun Valley.

## Démographie
En 2010, East Greenwich compte 13 146 citoyens résidant dans 5 403 logements, avec une densité de 305 hab./km2. Il y a en moyenne 3,10 personnes par famille, et 2,57 personnes par habitation. L'age médian est de 44,6 ans (43,6 ans pour les hommes et 45,5 ans pour les femmes). 26,1 % des habitants ont moins de 18 ans, alors que 16,5 % ont plus de 65 ans.
La population est en majorité caucasienne (93,2 %), suivi d'asiatique (4,1 %), mixte (1,4 %), africain-américaine (0,8 %) et 0,3 % d'autre origines.